# Molgula xenophora
Molgula xenophora är en sjöpungsart som beskrevs av Asajiro Oka 1914. Molgula xenophora ingår i släktet Molgula och familjen kulsjöpungar. Inga underarter finns listade i Catalogue of Life.